# Honda
Honda Motor Co., Ltd. (Nhật: 本田技研工業株式会社 Hepburn: Honda Giken Kōgyō KK, IPA: [honda] ⓘ; /ˈhɒndə/; thường được gọi đơn giản là Honda) là một tập đoàn đa quốc gia đại chúng về lĩnh vực xe máy và thiết bị điện, có trụ sở tại Minato, Tokyo, Nhật Bản.
Honda là nhà sản xuất xe máy lớn nhất thế giới kể từ năm 1959, đạt sản lượng 400 triệu vào cuối năm 2019, cũng như là nhà sản xuất động cơ đốt trong lớn nhất thế giới tính theo khối lượng, sản xuất hơn 14 triệu động cơ đốt trong mỗi năm. Honda trở thành nhà sản xuất ô tô lớn thứ hai của Nhật Bản vào năm 2001. Năm 2015, Honda là nhà sản xuất ô tô lớn thứ tám trên thế giới.
Năm 1986, Honda là nhà sản xuất ô tô đầu tiên của Nhật Bản tung ra nhãn hiệu xe sang chuyên dụng Acura. Ngoài mảng kinh doanh cốt lõi là ô tô và xe máy, Honda còn sản xuất thiết bị làm vườn, động cơ hàng hải, tàu thủy cá nhân, máy phát điện và các sản phẩm khác. Từ năm 1986, Honda tham gia nghiên cứu trí tuệ nhân tạo/người máy và cho ra mắt người máy ASIMO vào năm 2000. Họ cũng mạo hiểm đầu tư vào lĩnh vực hàng không vũ trụ với việc thành lập GE Honda Aero Engines vào năm 2004 và Honda HA-420 HondaJet, bắt đầu sản xuất từ năm 2012. Honda có hai liên doanh tại Trung Quốc: Dongfeng Honda và Guangqi Honda.
Trong năm 2013, Honda đã đầu tư khoảng 5,7% (6,8 tỷ USD) doanh thu vào việc nghiên cứu và phát triển. Cũng trong năm 2013, Honda trở thành nhà sản xuất ô tô Nhật Bản đầu tiên trở thành nhà xuất khẩu ròng từ Hoa Kỳ, xuất khẩu 108.705 mẫu xe Honda và Acura, trong khi chỉ nhập khẩu 88.357.

## Lịch sử

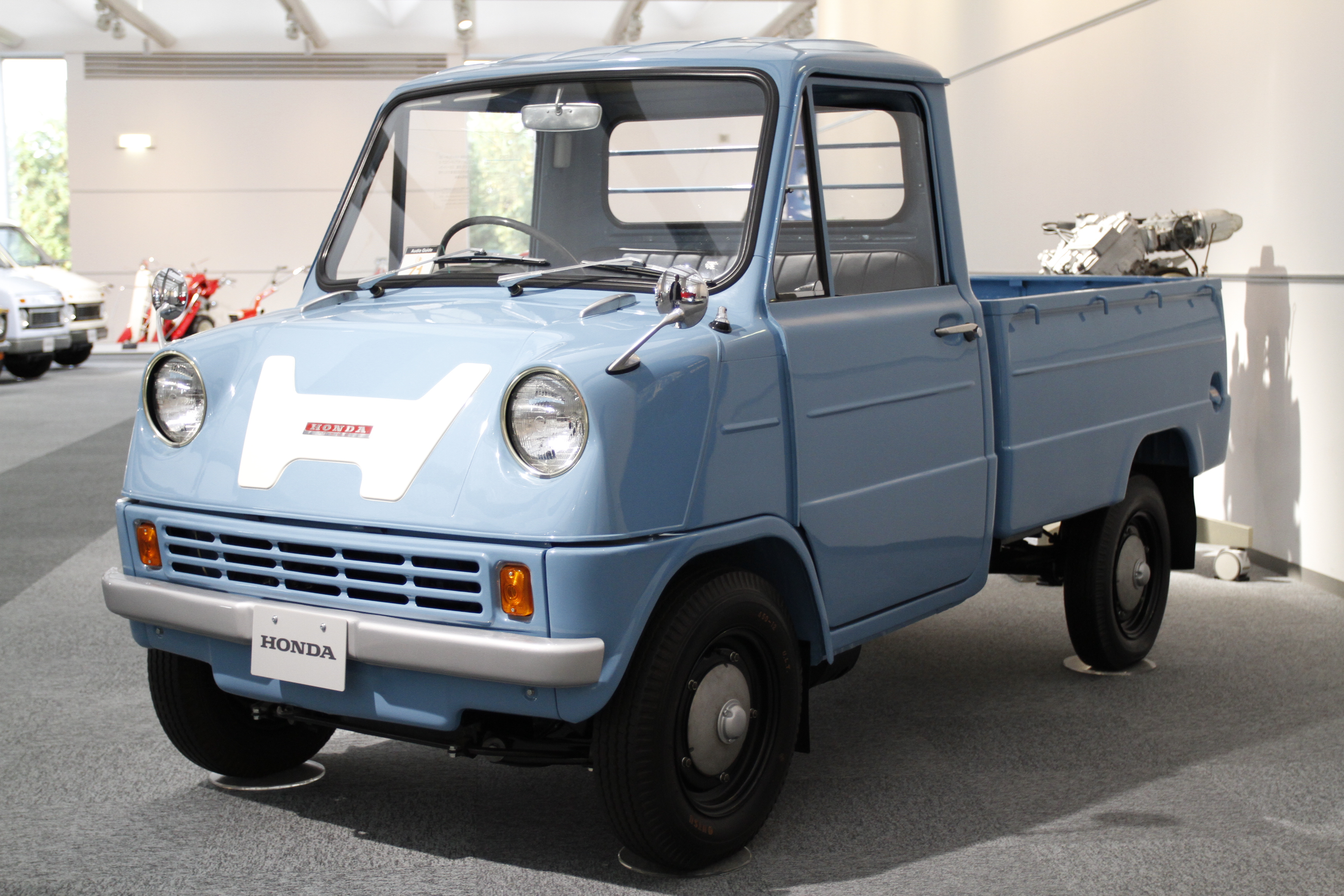
Bước đột phá của Honda vào lĩnh vực xe bốn bánh bắt đầu với Honda T360 vào năm 1963.

Logo Honda cho xe máy

Trong suốt cuộc đời của người sáng lập Honda là Honda Soichiro, ông luôn có mối quan tâm đăc biệt với ô tô. Ông từng làm thợ cơ khí tại ga ra Art Shokai, tại đây, ông có nhiệm vụ điều chỉnh ô tô và tham gia các cuộc đua. Năm 1937, với sự tài trợ từ người quen là Shichirō Kato, Honda thành lập Tōkai Seiki (Công ty máy chính xác Biển Đông) để chế tạo vòng piston hoạt động từ Art Shokai. Sau những thất bại ban đầu, Tōkai Seiki đã giành được hợp đồng cung cấp vòng pít-tông cho Toyota, nhưng bị mất hợp đồng do chất lượng sản phẩm kém. Sau khi theo học trường kỹ thuật mà không có bằng tốt nghiệp và tham quan các nhà máy trên khắp Nhật Bản để hiểu rõ hơn về quy trình kiểm soát chất lượng của Toyota được gọi là "Five whys", đến năm 1941, Honda đã có thể sản xuất hàng loạt vòng piston được Toyota chấp nhận, áp dụng quy trình tự động mà ngay cả những người không có kỹ năng cũng có thể sử dụng.:16–19
Tōkai Seiki chịu sự kiểm soát của Bộ Thương mại và Công nghiệp (gọi là Bộ đạn dược sau năm 1943) khi bắt đầu Thế chiến II, và Honda Soichiro đã bị giáng chức từ chủ tịch xuống giám đốc điều hành cấp cao sau khi Toyota mua 40% cổ phần của công ty. Honda cũng hỗ trợ nỗ lực chiến tranh bằng cách hỗ trợ các công ty khác tự động hóa sản xuất cánh quạt máy bay quân sự. Mối quan hệ mà Honda vun đắp với các nhân viên tại Toyota, Công ty máy bay Nakajima và Hải quân Đế quốc Nhật Bản sẽ là công cụ trong thời kỳ hậu chiến. Một cuộc tấn công bằng máy bay ném bom B-29 của Hoa Kỳ đã phá hủy nhà máy Yamashita của Tōkai Seiki vào năm 1944, và nhà máy Itawa sụp đổ vào ngày 13 tháng 1 năm 1945 sau trận động đất Mikawa. Honda Soichiro đã bán những gì còn lại có thể cứu vãn được của công ty cho Toyota sau chiến tranh với giá 450.000 Yên và sử dụng số tiền thu được để thành lập Viện Nghiên cứu Kỹ thuật Honda vào tháng 10 năm 1946.
Chiếc mô tô hoàn chỉnh đầu tiên có cả khung và động cơ do Honda sản xuất là D-Type năm 1949, chiếc Honda đầu tiên có tên là Dream. Năm 1961, Honda giành chức vô địch Grand Prix đầu tiên và Giải vô địch thế giới ở hạng mục 125cc và 250cc. Ô tô đầu tiên của Honda sản xuất là xe bán tải mini T360, bán vào tháng 8 năm 1963. Xe có trang bị động cơ xăng 4 xi-lanh thẳng hàng 356 cc nhỏ, nó được xếp vào khung thuế xe Kei rẻ hơn. Chiếc xe thứ hai của Honda là xe thể thao S500, sau khi chiếc T360 được đưa vào sản xuất vào tháng 10 năm 1963. Bánh sau truyền động bằng xích hướng về nguồn gốc xe máy của Honda.
Ngày 23 tháng 2 năm 2015, Honda thông báo Giám đốc điều hành và Chủ tịch Ito Takanobu sẽ từ chức và Hachigo Takahiro sẽ là người thay thế vào tháng 6 cùng năm.
Tháng 10 năm 2019, Honda được cho là đang đàm phán với Hitachi để hợp nhất mảng kinh doanh phụ tùng ô tô của hai công ty, tạo ra một nhà cung cấp linh kiện với doanh thu hàng năm gần 17 tỷ USD.
Tháng 1 năm 2020, Honda thông báo rút nhân viên làm việc tại thành phố Vũ Hán, Hồ Bắc, Trung Quốc do đại dịch COVID-19. Ngày 23 tháng 3 năm 2020, do sự lây lan của vi-rút trên toàn cầu, Honda đã trở thành nhà sản xuất ô tô lớn đầu tiên có hoạt động tại Hoa Kỳ tạm dừng sản xuất tại các nhà máy. Công ty tiếp tục sản xuất ô tô, động cơ và hộp số tại các nhà máy ở Hoa Kỳ vào ngày 11 tháng 5 năm 2020.
Tháng 9 năm 2020, Honda và General Motors công bố liên minh Bắc Mỹ bắt đầu vào năm 2021. Theo The Detroit Free Press, "Liên minh sẽ bao gồm việc chia sẻ nhiều loại phương tiện, được bán dưới các nhãn hiệu riêng biệt của mỗi công ty, cũng như hợp tác mua bán, nghiên cứu và phát triển các dịch vụ kết nối."
Tháng 3 năm 2022, Honda thông báo phát triển và chế tạo xe điện trong một liên doanh với Sony. Honda chịu trách nhiệm về các quy trình sản xuất xe hơi. Liên doanh ra mắt vào cuối năm 2022 với việc phát hành những chiếc xe đầu tiên vào năm 2025.

## Lãnh đạo cấp cao
- Chủ tịch Hội đồng quản trị: Mikoshiba Toshiaki (từ tháng 4 năm 2019)[29]
- Chủ tịch và Giám đốc điều hành: Mibe Toshihiro (từ tháng 4 năm 2021)[29]

## Hồ sơ công ty và các bộ phận
Honda có trụ sở chính tại Minato, Tokyo, Nhật Bản. Cổ phiếu giao dịch trên Sở giao dịch chứng khoán Tōkyō và Sở giao dịch chứng khoán New York, cũng như các sàn giao dịch ở Osaka, Nagoya, Sapporo, Kyoto, Fukuoka, London, Paris và Thụy Sĩ.
Công ty có các nhà máy lắp ráp trên toàn cầu. Các nhà máy này được đặt tại Trung Quốc, Hoa Kỳ, Pakistan, Canada, Anh, Nhật Bản, Bỉ, Brazil, México, New Zealand, Malaysia, Indonesia, Ấn Độ, Philippines, Thái Lan, Việt Nam, Thổ Nhĩ Kỳ, Đài Loan, Perú và Argentina. Tính đến tháng 7 năm 2010, 89% xe Honda và Acura bán tại Hoa Kỳ được sản xuất tại các nhà máy ở Bắc Mỹ, tăng từ 82,2% một năm trước đó. Điều này bảo vệ lợi nhuận từ việc đồng yên tăng lên mức cao nhất trong 15 năm so với đồng đô la.
Đối với năm tài chính 2018, Honda đã báo cáo thu nhập là 9,534 tỷ đô la Mỹ, với doanh thu hàng năm là 138,250 tỷ đô la Mỹ, tăng 6,2% so với chu kỳ tài chính trước đó. Cổ phiếu của Honda được giao dịch ở mức hơn 32 USD/cổ phiếu và vốn hóa thị trường của nó được định giá 50,4 tỷ USD vào tháng 10 năm 2018.
| Năm  | Doanh thu tính bằng triệu Đô la Mỹ$ | Thu nhập ròng tính bằng triệu Đô la Mỹ$ | Tổng tài sản tính bằng triệu Đô la Mỹ$ | Người lao động |
| ---- | ----------------------------------- | --------------------------------------- | -------------------------------------- | -------------- |
| 2005 | 77,851                              | 4,376                                   | 83,853                                 | —              |
| 2006 | 89,172                              | 5,373                                   | 95,145                                 | —              |
| 2007 | 99,784                              | 5,331                                   | 108,329                                | 167,231        |
| 2008 | 108,026                             | 5,400                                   | 113,540                                | 178,960        |
| 2009 | 100,112                             | 1,370                                   | 118,189                                | 181,876        |
| 2010 | 92,655                              | 3,052                                   | 125,594                                | 176,815        |
| 2011 | 107,242                             | 6,762                                   | 138,851                                | 179,060        |
| 2012 | 100,941                             | 2,820                                   | 149,616                                | 187,094        |
| 2013 | 119,523                             | 4,443                                   | 164,988                                | 190,338        |
| 2014 | 118,425                             | 5,741                                   | 156,220                                | 198,368        |
| 2015 | 121,286                             | 4,636                                   | 167,675                                | 204,730        |
| 2016 | 121,190                             | 2,860                                   | 151,303                                | 208,399        |
| 2017 | 130,193                             | 5,734                                   | 176,311                                | 211,915        |
| 2018 | 138,250                             | 9,534                                   | 174,143                                | 215,638        |

Doanh thu thuần và doanh thu hoạt động khác của Honda theo khu vực địa lý năm 2007
| Khu vực địa lý | Tổng doanh thu (tính bằng triệu ¥) |
| -------------- | ---------------------------------- |
| Nhật Bản       | 1.681.190                          |
| Bắc Mỹ         | 5.980.876                          |
| Châu Âu        | 1.236.757                          |
| Châu Á         | 1.283.154                          |
| Khác           | 905,163                            |

## Hoạt động xã hội

### Honda Y-E-S và Honda Award
Giải thưởng Honda Y-E-S (Young Engineer and Scientist) và Honda Award được triển khai với sự hợp tác của Quỹ Honda Foundation (Nhật Bản), Công ty Honda Việt Nam, Viện Chiến lược và Chính sách Khoa học và Công nghệ (NISTPASS) - Bộ Khoa học Công nghệ và các trường đại học liên kết. Giải thưởng nhằm tìm kiếm và phát triển những tài năng trẻ trong lĩnh vực công nghệ sinh thái để trở thành nhà lãnh đạo tiềm năng trong tương lai,cống hiến cho sự phát triển của nền khoa học công nghệ tại các nước đang phát triển.

### Tôi Yêu Việt Nam
Khởi đầu là chương trình tuyên truyền, hướng dẫn và giáo dục về An toàn giao thông do Công ty Honda Việt Nam phối hợp với Ủy ban An toàn giao thông Quốc gia, Bộ Giáo dục và Đào tạo và Cục Cảnh sát Giao thông – Bộ Công an, được triển khai từ năm 2004.
Năm 2020, "Tôi Yêu Việt Nam" trở lại với phiên bản hoàn toàn mới  "Vui giao thông", tập trung vào lứa tuổi Mầm non.
Ngoài ra, Honda Việt Nam còn phối hợp với Bộ Giáo dục & Đào tạo từng bước mở rộng triển khai trên toàn quốc chương trình đào tạo trực tiếp tại các trường mầm non với rất nhiều tài liệu đào tạo phong phú được thể hiện một cách sinh động, vui nhộn như truyện tranh, sách tô màu, mô hình giao thông, bộ nhập vai giao thông.

## Sản phẩm

### Ô tô

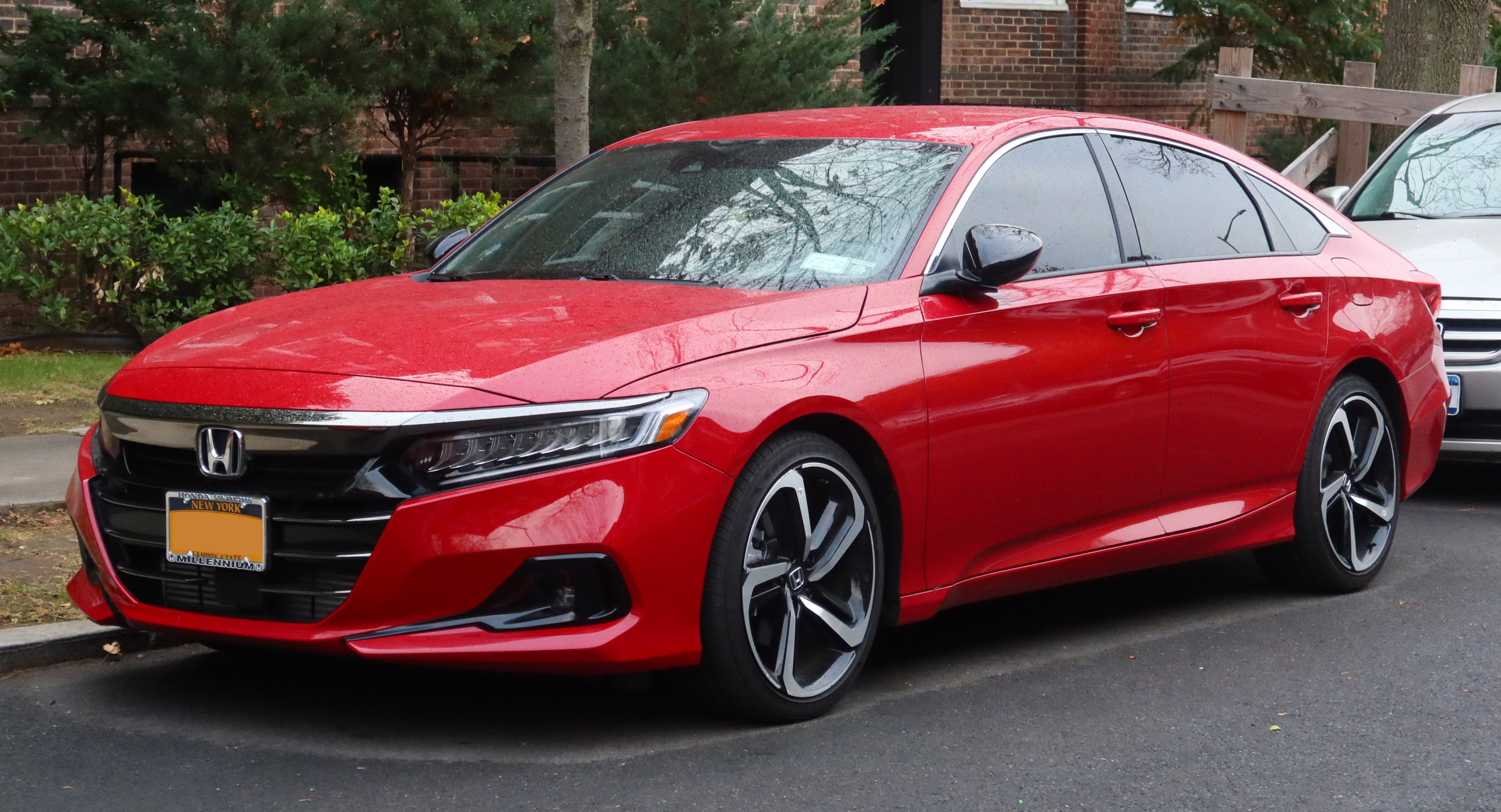
Honda Accord thế hệ thứ 10

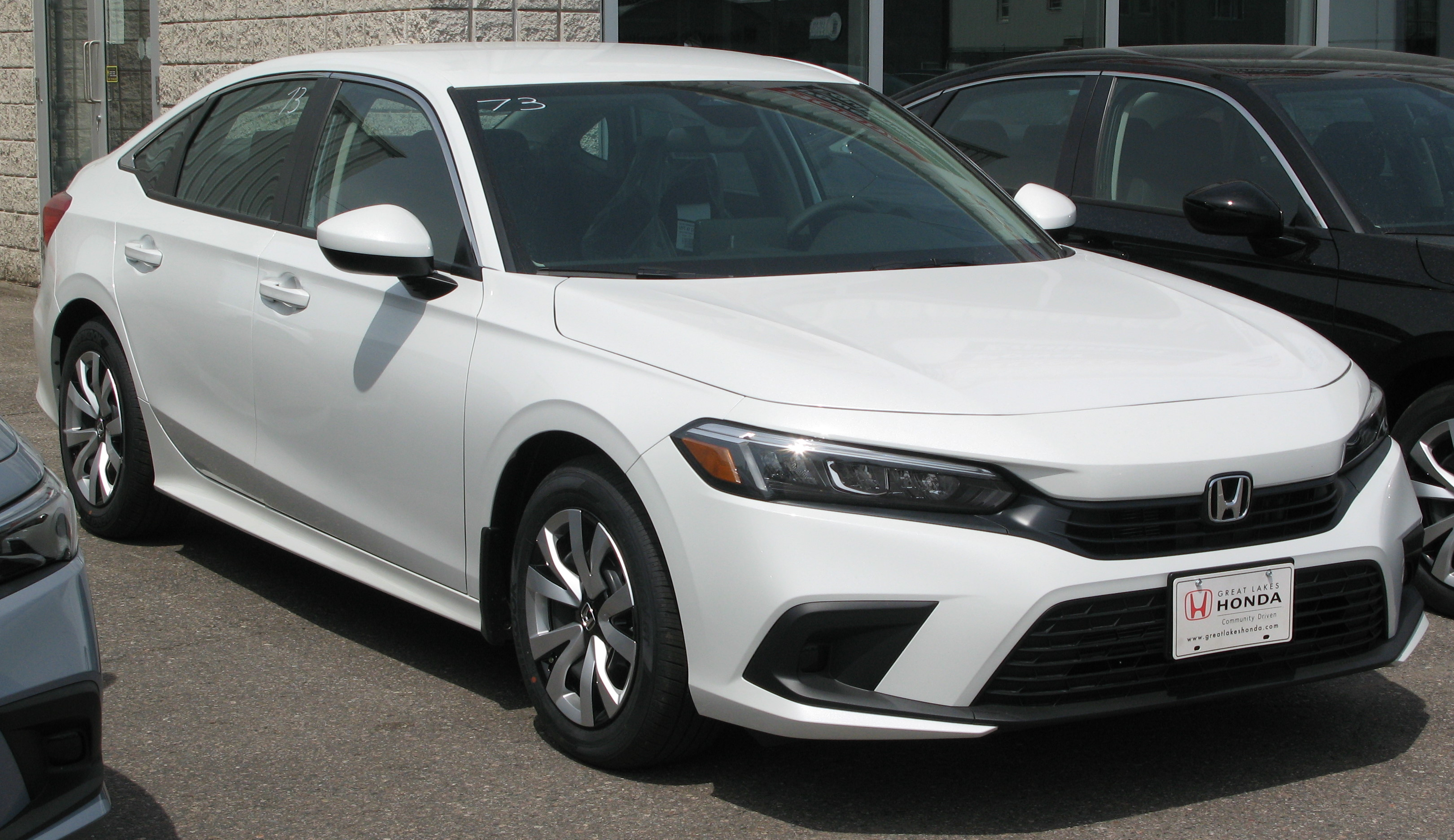
Honda Civic thế hệ thứ 8

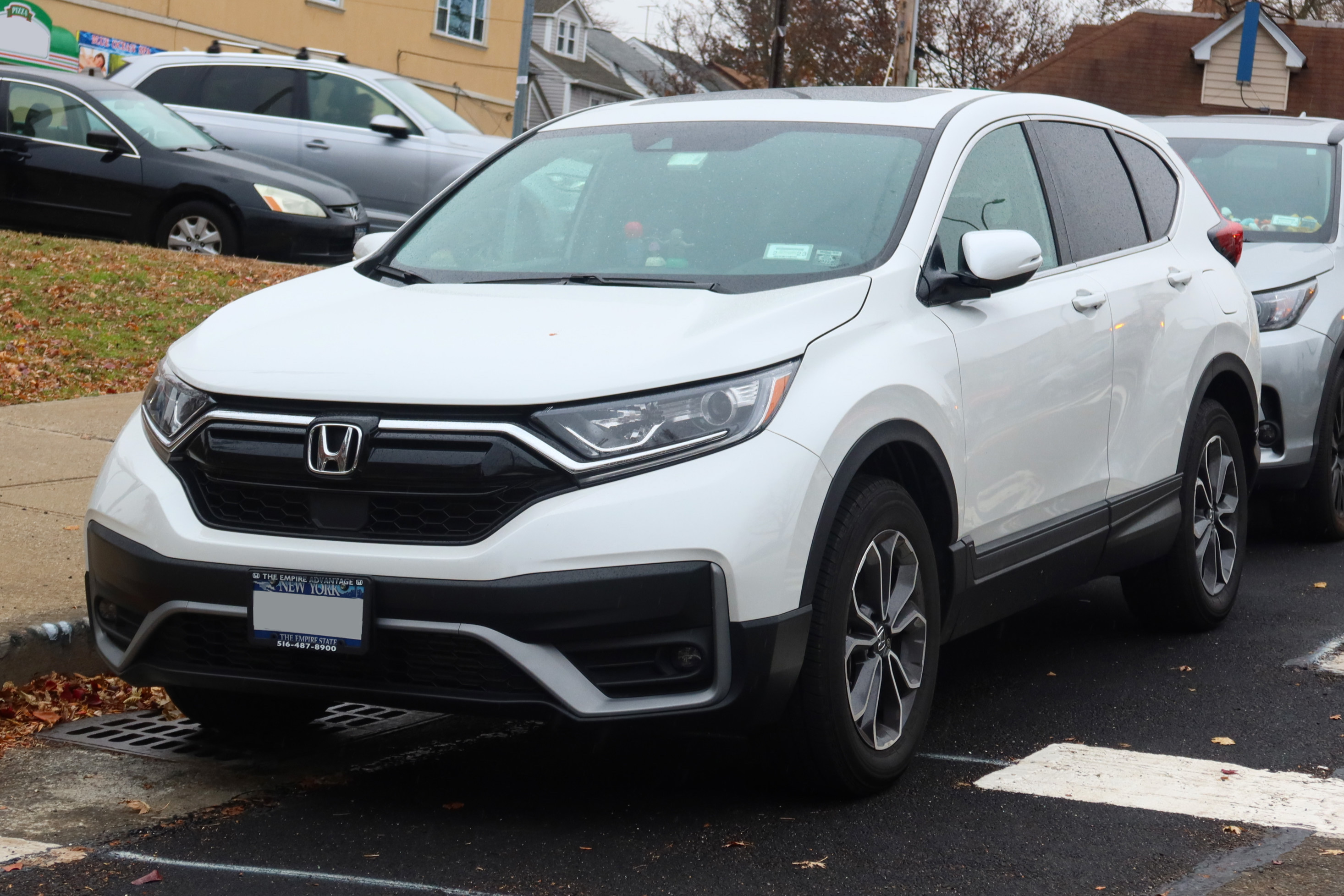
Honda CR-V thế hệ thứ 5

Năm trong số mười chiếc ô tô tiết kiệm nhiên liệu nhất của Cơ quan Bảo vệ Môi trường Hoa Kỳ từ năm 1984 đến năm 2010 đều là của Honda, nhiều hơn bất kỳ nhà sản xuất ô tô nào khác. Năm mẫu xe là: 2000–2006 Honda Insight (53 mpg‑Mỹ hay 4,4 L/100 km hay 64 mpg‑Anh kết hợp), 1986–1987 Honda Civic Coupe HF (46 mpg‑Mỹ hay 5,1 L/100 km hay 55 mpg‑Anh kết hợp), 1994–1995 Honda Civic hatchback VX (43 mpg‑Mỹ hay 5,5 L/100 km hay 52 mpg‑Anh kết hợp), 2006– Honda Civic Hybrid (42 mpg‑Mỹ hay 5,6 L/100 km hay 50 mpg‑Anh kết hợp) và 2010– Honda Insight (41 mpg‑Mỹ hay 5,7 L/100 km hay 49 mpg‑Anh kết hợp). ACEEE cũng đã đánh giá Civic GX là chiếc xe thân thiện với môi trường nhất tại Hoa Kỳ trong bảy năm liên tiếp.
Honda hiện đang sản xuất xe tại các nhà máy ở Nhật Bản, Hoa Kỳ, Canada, Trung Quốc, Pakistan, Anh, Bỉ, Brazil, Indonesia, Ấn Độ, Thái Lan, Thổ Nhĩ Kỳ, Argentina, Mexico, Đài Loan và Philippines.

### Xe máy

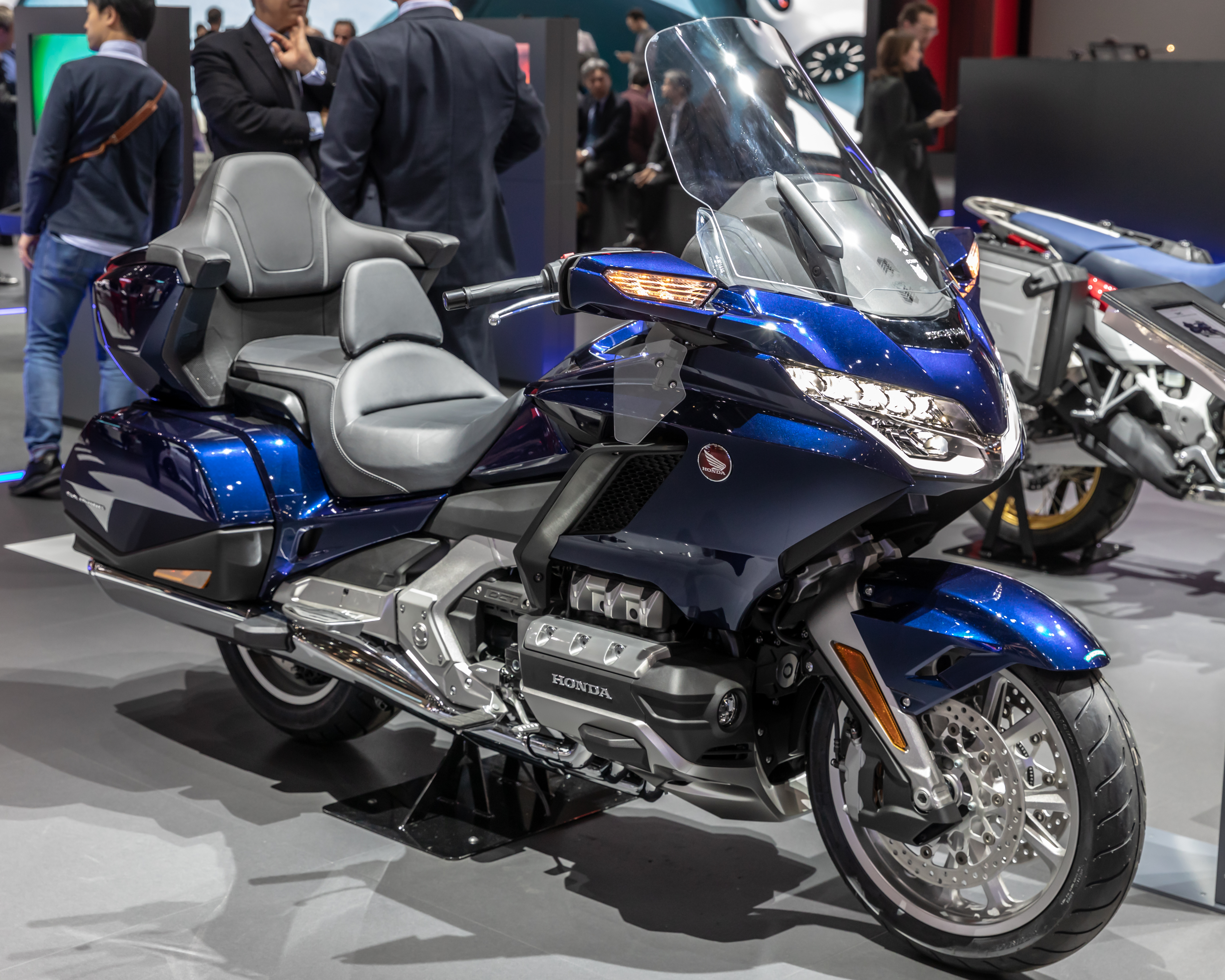
Honda Gold Wing

Honda là nhà sản xuất xe máy lớn nhất Nhật Bản kể từ khi bắt đầu sản xuất năm 1955.
Vào thời kỳ đỉnh cao năm 1982, Honda sản xuất gần ba triệu xe máy mỗi năm. Đến năm 2006, con số này giảm xuống còn khoảng 550.000 nhưng vẫn cao hơn ba đối thủ cạnh tranh trong nước.

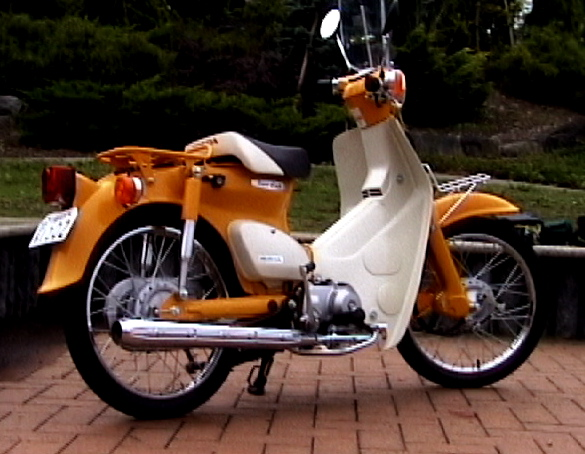
2004 Honda Super Cub

### ATV
Honda chế tạo những chiếc ATV tiện ích dưới các mẫu Recon, Rubicon, Rancher, Foreman và Rincon. Honda cũng chế tạo những chiếc ATV thể thao theo các mẫu TRX 90X, TRX 250X, TRX 400x, TRX 450R và TRX 700.

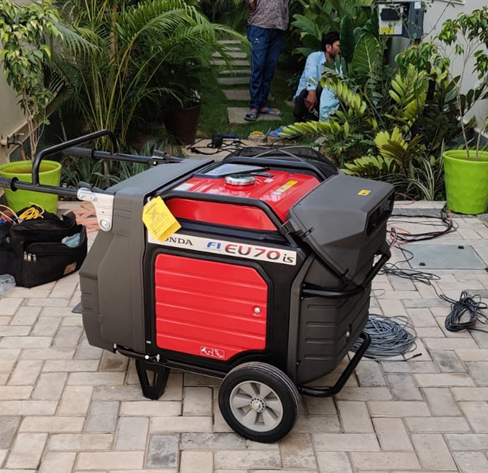
Một máy phát điện Honda Power EU70is

### Sản phẩm động lực
Thiết bị điện Honda bao gồm:
- Động cơ xăng
- Máy cắt cỏ đeo vai
- Máy xới đất mini
- Động cơ thủy gắn ngoài hàng hải
- Máy bơm nước
- Máy xới
- Máy cắt cỏ
- Máy cắt cỏ robot
- Xe cắt cỏ
- Máy xén dây
- Máy thổi lá
- Máy phun
- Máy xén hàng rào
- Máy ném tuyết
- Máy phát điện
- Máy bơm
- Động cơ gắn ngoài
- Thuyền có thể bơm phồng lên
- Xe điện
- Đơn vị đồng phát hộ gia đình nhỏ gọn

### Động cơ

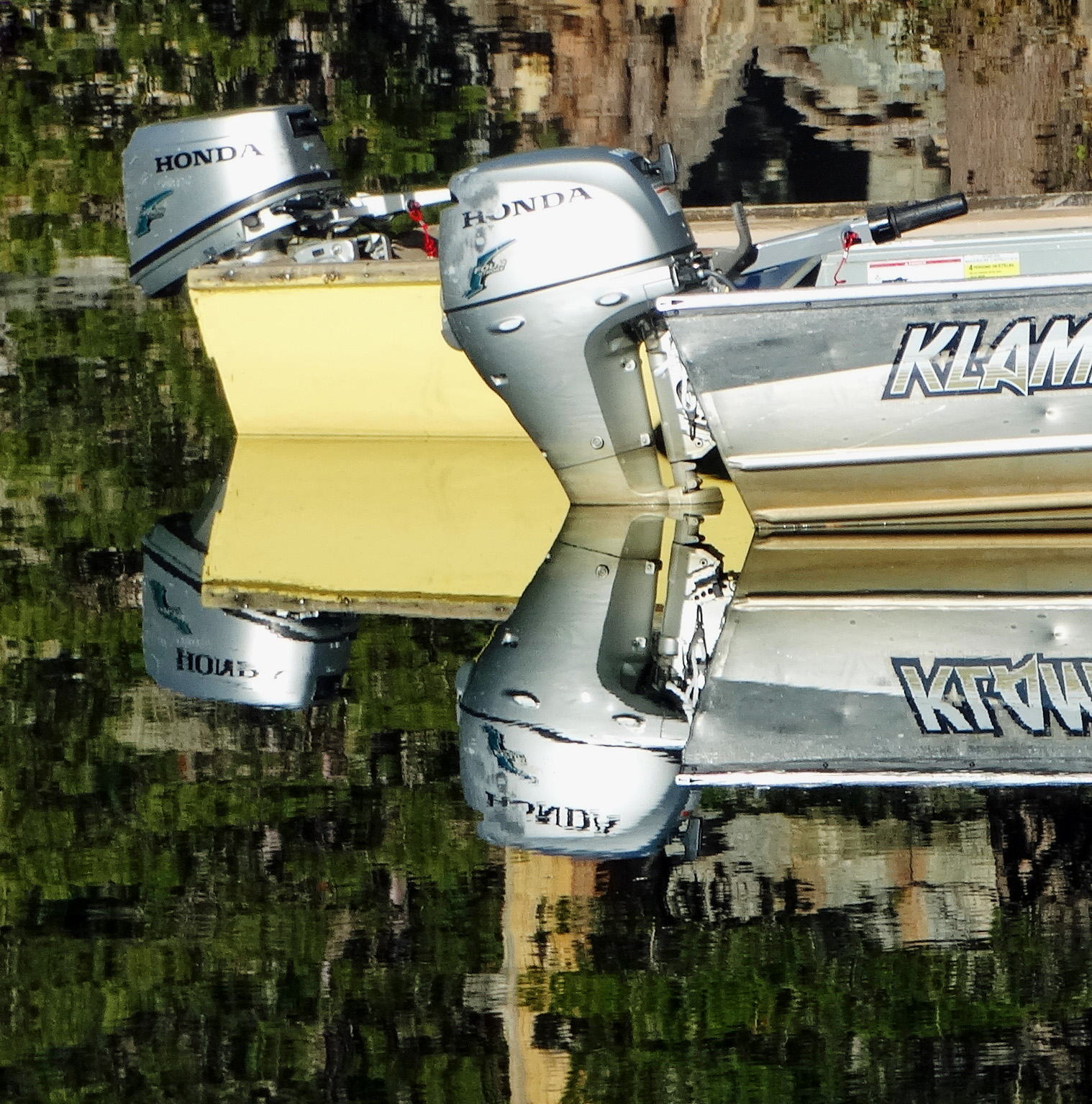
Động cơ gắn ngoài Honda

Động cơ Honda cung cấp năng lượng cho toàn bộ 33 ô tô xuất phát trong 2010 Indianapolis 500 và trong cuộc đua thứ năm liên tiếp, không có sự cố ngừng hoạt động nào liên quan đến động cơ trong quá trình chạy Memorial Day Classic.

### Robot

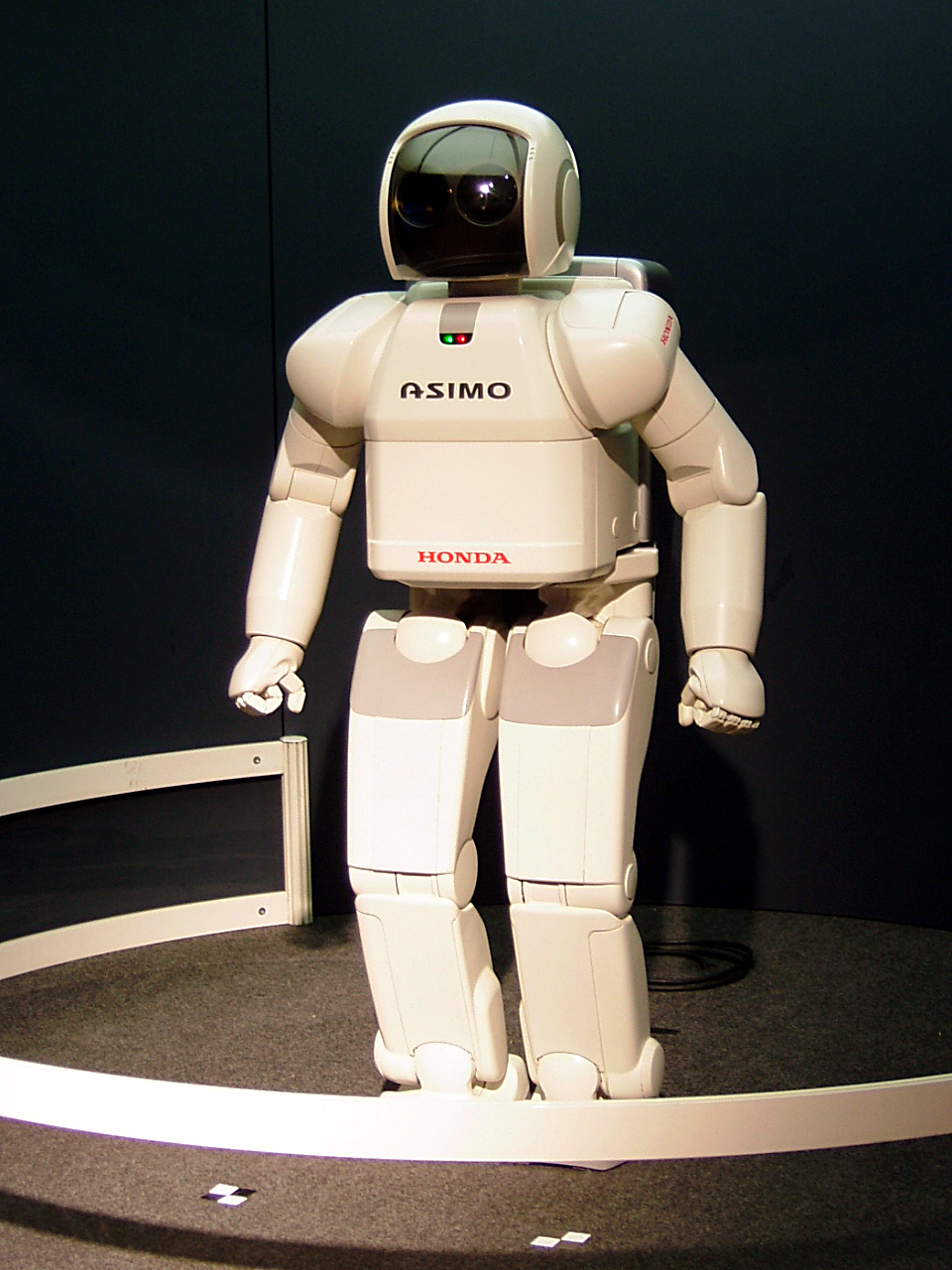
ASIMO tại Expo 2005

ASIMO là một phần của chương trình Nghiên cứu & Phát triển người máy của Honda. Đây là cái thứ mười một trong dòng các bản dựng liên tiếp bắt đầu từ năm 1986 với Honda E0 di chuyển qua dòng Honda E tiếp theo và dòng Honda P. ASIMO nặng 54 kg và cao 130 cm, có bề ngoài giống như một phi hành gia nhỏ đeo ba lô và có thể đi bằng hai chân theo cách giống như con người di chuyển, tốc độ tối đa 6 km/h (3,7 mph). ASIMO là robot hình người duy nhất trên thế giới có thể lên xuống cầu thang một cách độc lập. Tuy nhiên, các chuyển động của con người như leo cầu thang rất khó bắt chước bằng máy, bằng chứng là ASIMO đã hai lần lao xuống khỏi cầu thang.

### Máy bay
Honda cũng đi tiên phong trong công nghệ HA-420 HondaJet mới, do công ty con Honda Aircraft Company sản xuất, ccho phép giảm lực cản ở mức độ mới, tăng tính khí động học và tiết kiệm nhiên liệu nhằm giảm chi phí vận hành.

### Xe đạp địa hình
Honda cũng đã chế tạo một chiếc xe đạp đua đổ đèo gọi là Honda RN-01 nhưng không bán ra. Xe đạp có hộp số, thay thế cho derailleur tiêu chuẩn như các xe đạp thông thường.
Honda đã thuê một số người lái chiếc xe này, trong số đó có Greg Minnaar, Đội G Cross Honda.

## Sản phẩm trước đây

### Lõi pin mặt trời
Công ty con về pin mặt trời của Honda gọi là Honda Soltec (Trụ sở chính: Kikuchi-gun, Kumamoto; Chủ tịch kiêm Giám đốc điều hành: Kazusa Akio) bắt đầu bán pin mặt trời màng mỏng trên khắp Nhật Bản cho mục đích sử dụng công cộng và công nghiệp vào ngày 24 tháng 10 năm 2008, sau khi bán pin mặt trời dùng cho dân dụng vào tháng 10 năm 2007. Cuối tháng 10 năm 2013, Honda Soltec thông báo giải thể và ngừng hoạt động kinh doanh vào mùa xuân năm 2014, chỉ còn hỗ trợ khách hàng hiện tại.

## Mô tô thể thao
Honda hoạt động rất tích cực trong lĩnh vực đua xe thể thao, như Công thức 1, MotoGP và những môn khác.

### Ô tô

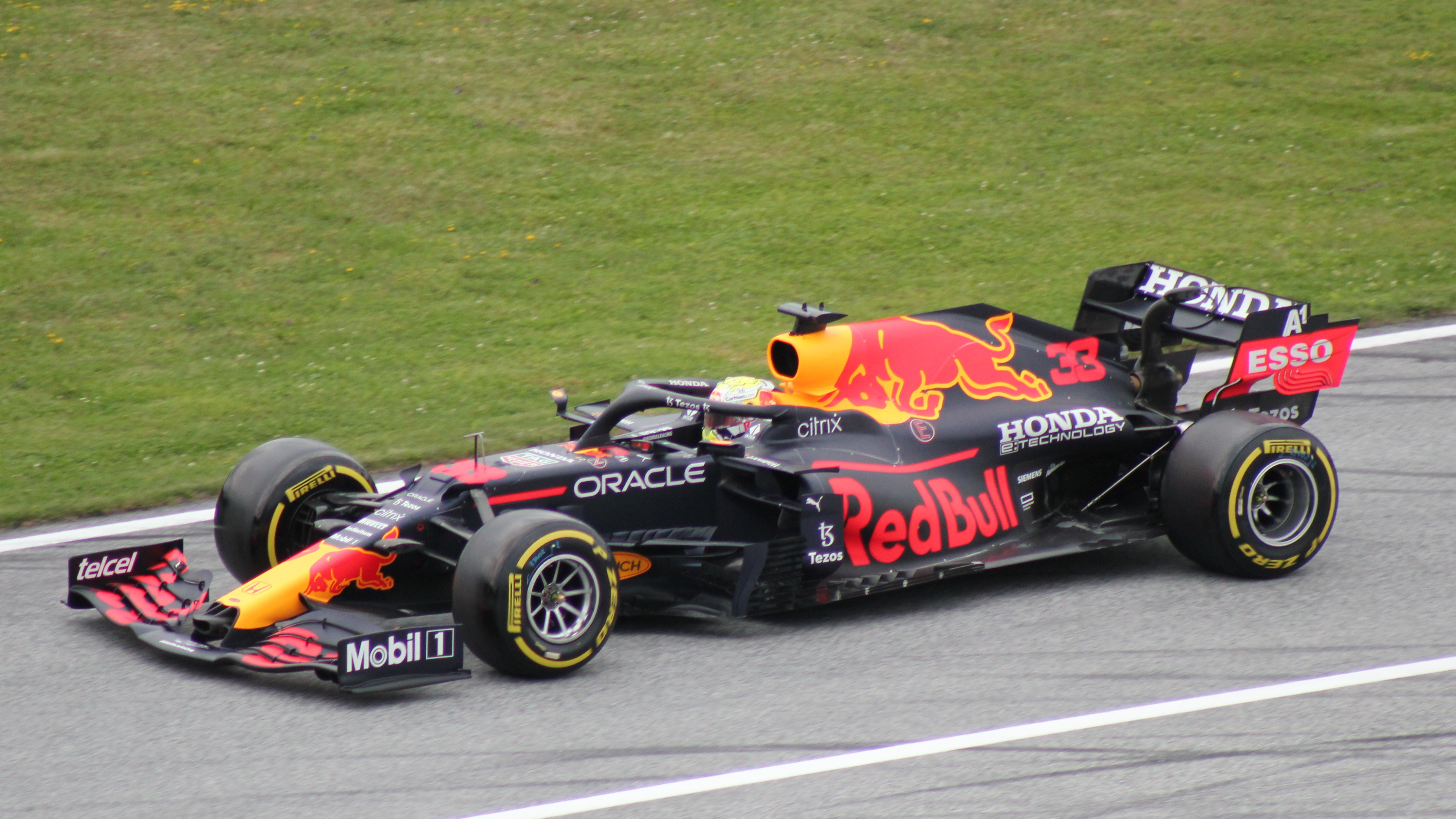
Max Verstappen đã giành Công thức 1 năm 2021 với động cơ Honda.

Honda tham gia Công thức 1 lần đầu tiên trong 1964, chỉ một năm sau khi bắt đầu sản xuất ô tô đường trường, sản xuất cả động cơ và khung gầm. Honda đã giành được chiến thắng đầu tiên tại Grand Prix Mexico 1965, và một chiến thắng khác tại Grand Prix Ý 1967, trước khi rút lui sau mùa giải 1968. Họ trở lại với môn thể thao này năm 1983 với tư cách là nhà sản xuất động cơ, tiếp tục cho đến 1992. Giai đoạn này chứng kiến Honda thống trị giải đua Grand Prix, giữa 1986 và 1991, họ đã giành được năm chức vô địch liên tiếp với tay đua Nelson Piquet, Ayrton Senna và Alain Prost, và sáu danh hiệu Nhà xây dựng với Williams và McLaren. Giai đoạn thứ ba từ 2000 đến 2008, ban đầu với tư cách là nhà sản xuất động cơ và sau đó cũng là chủ sở hữu đội, đã giành được 17 bục nhận giải, trong đó có một chiến thắng và vị trí thứ hai năm 2004 trong bảng xếp hạng của các nhà xây dựng. Họ trở lại với tư cách là nhà cung cấp thiết bị năng lượng cho năm thứ hai của kỷ nguyên hybrid 2015, dù ban đầu gặp khó khăn, nhưng sự phát triển mạnh mẽ đã giúp họ một lần nữa chiến thắng cuộc đua năm 2019, và trong 2021 họ đã giành chức vô địch thế giới với tay đua Max Verstappen và Red Bull Racing. Honda chính thức ngừng cung cấp động cơ Công thức 1 sau năm 2021 để tập trung nguồn lực vào các công nghệ carbon trung tính, nhưng vẫn mở rộng hỗ trợ đơn vị năng lượng cho Red Bull Powertrains (RBPT) cho đến năm 2025.

### Xe máy

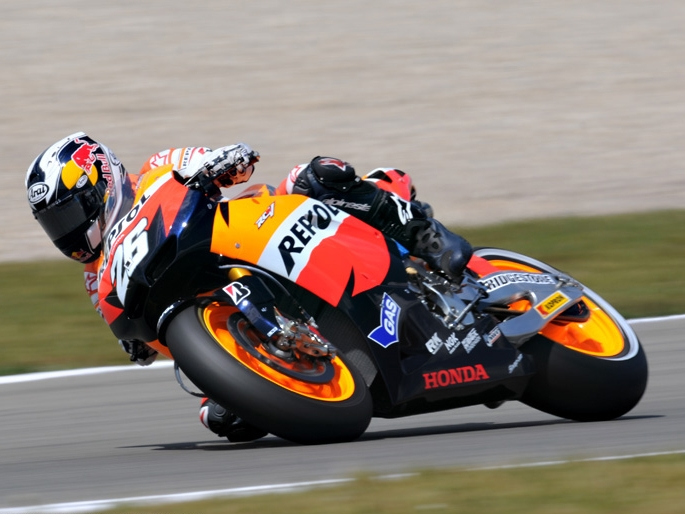
Honda RC212V do tay đua Dani Pedrosa cầm lái

Honda Racing Corporation (HRC) thành lập năm 1982. Công ty kết hợp việc tham gia các cuộc đua mô tô trên khắp thế giới với việc phát triển các cỗ máy đua có tiềm năng cao. Các hoạt động đua xe là một nguồn quan trọng để có thể tạo ra và áp dụng các công nghệ hàng đầu trong quá trình phát triển xe máy Honda. HRC cũng đóng góp vào sự phát triển của môn thể thao mô tô thông qua một loạt các hoạt động bao gồm bán mô tô đua sản xuất, hỗ trợ các đội vệ tinh và các chương trình giáo dục người lái.
Trong Giải vô địch mô tô thế giới, Honda đã giành sáu chức vô địch thế giới. Trong Giải vô địch Enduro thế giới, Honda giành tám danh hiệu, gần đây nhất là với Stefan Merriman vào năm 2003 và Mika Ahola từ năm 2007 đến 2010. Trong mô tô địa hình, Honda giành ba chức vô địch thế giới với tay đua người Bỉ Eddy Lejeune.

## Xe điện và xe sử dụng nhiên liệu thay thế

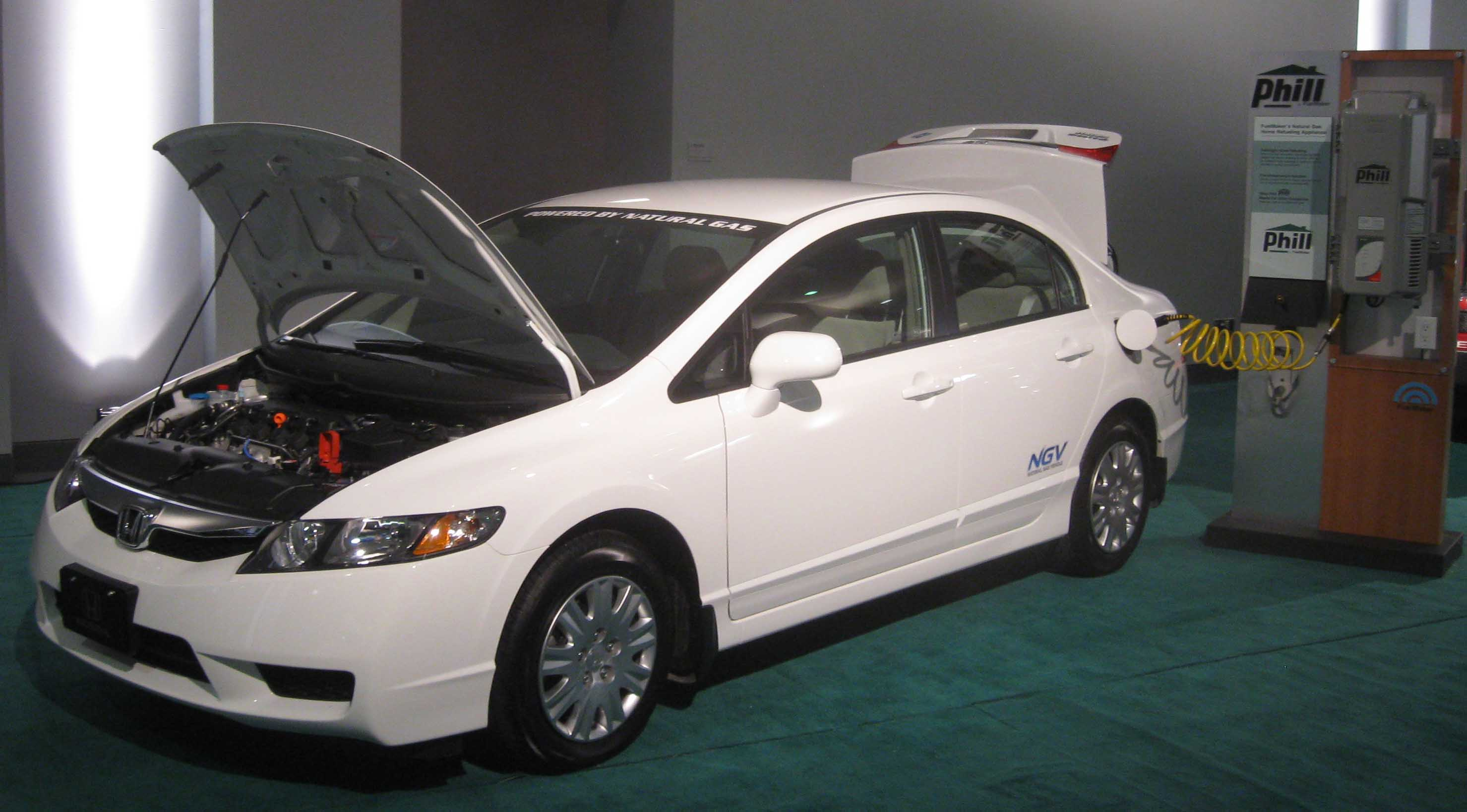
Honda Civic GX 2009 kết nối với hệ thống nạp nhiên liệu Phill

### Khí tự nhiên nén
Honda Civic GX trong thời gian dài là chiếc xe chạy bằng khí tự nhiên (NGV) được sản xuất riêng duy nhất có sẵn thương mại ở một số khu vực của Mỹ. Honda Civic GX đầu tiên xuất hiện vào năm 1998 dưới dạng Civic LX được sửa đổi từ nhà máy để chạy hoàn toàn bằng khí tự nhiên nén. Xe có vẻ ngoài và lái giống như một chiếc Honda Civic LX đương đại, nhưng không chạy bằng xăng. Năm 2001, Civic GX được đánh giá là động cơ đốt trong sạch nhất trên thế giới bởi Cơ quan Bảo vệ Môi trường Hoa Kỳ (EPA).
Lần đầu tiên được cho thuê cho Thành phố Los Angeles, vào năm 2005, Honda bắt đầu cung cấp GX trực tiếp cho công chúng thông qua các đại lý được đào tạo từ nhà máy và được chứng nhận để phục vụ GX. Trước đó, chỉ có các đội xe mới đủ điều kiện mua một chiếc Civic GX mới. Năm 2006, Civic GX được phát hành tại New York, trở thành bang thứ hai nơi người tiêu dùng có thể mua xe.
Vào tháng 6 năm 2015, Honda thông báo quyết định dừng việc thương mại hóa các xe chạy bằng khí tự nhiên để tập trung vào việc phát triển thế hệ mới của các xe điện tử như xe hỗn hợp, xe cắm điện và xe chạy bằng hydro xe hạt nhân nhiên liệu. Kể từ năm 2008, Honda đã bán khoảng 16.000 xe chạy bằng khí tự nhiên, chủ yếu là xe taxi và đội xe thương mại.

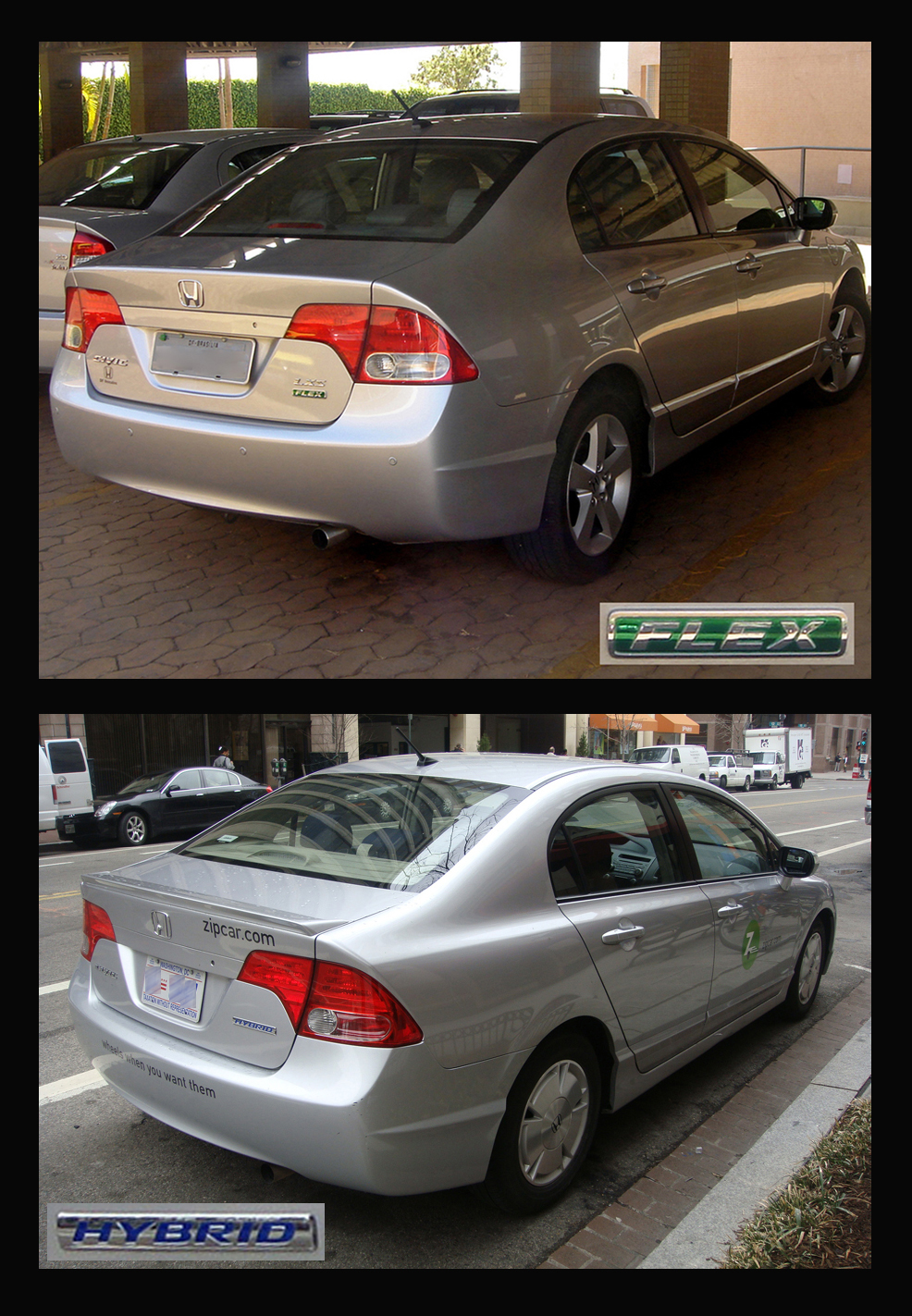
Phía trên: Xe linh hoạt nhiên liệu Honda Civic của Brazil
Phía dưới: Honda Civic Hybrid của Mỹ

### Xe chạy nhiều loại nhiên liệu
Công ty con của Honda tại Brazil đã ra mắt các phiên bản flex-fuel cho Honda Civic và Honda Fit vào cuối năm 2006. Giống như các phương tiện chạy flex-fuel khác ở Brazil, các mẫu này hoạt động trên bất kỳ hỗn hợp nào của ethanol hydrous (E100) và xăng E20-E25. Ban đầu, để thử nghiệm thị trường, nhà sản xuất quyết định sản xuất một tỷ lệ nhỏ các phương tiện với động cơ flex-fuel, chiếm 33% sản lượng Civic và 28% các mẫu Fit. Ngoài ra, giá bán của phiên bản flex-fuel cao hơn phiên bản chạy xăng tương ứng, khoảng 1.000 đô la Mỹ cho Civic, và 650 đô la Mỹ cho Fit, mặc dù tất cả các phương tiện chạy flex-fuel khác bán ở Brazil đều có mức giá như phiên bản chạy xăng của chúng. Vào tháng 7 năm 2009, Honda đã ra mắt trên thị trường Brazil chiếc xe chạy flex-fuel thứ ba của họ, Honda City.
Trong hai tháng cuối năm 2006, cả hai mẫu xe sử dụng nhiên liệu linh hoạt đã bán được 2.427 xe so với 8.546 xe sử dụng xăng, tăng lên 41.990 xe nhiên liệu linh hoạt vào năm 2007 và đạt 93.361 xe vào năm 2008. Do thành công của các phiên bản sử dụng nhiên liệu linh hoạt, vào đầu năm 2009, toàn bộ sản xuất ô tô của Honda cho thị trường Brazil hiện đã sử dụng nhiên liệu linh hoạt, và chỉ có một tỷ lệ nhỏ phiên bản xăng được sản xuất tại Brazil để xuất khẩu.
Vào tháng 3 năm 2009, Honda đã ra mắt tại thị trường Brazil chiếc xe máy sử dụng nhiên liệu linh hoạt đầu tiên trên thế giới. Sản xuất bởi công ty con Moto Honda da Amazônia của hãng, mẫu CG 150 Titan Mix có giá bán khoảng 2.700 đô Mỹ.

### Xe hơi hybrid
Vào cuối năm 1999, Honda đã ra mắt mẫu xe hơi hybrid điện đầu tiên được bán trên thị trường Mỹ, đó là Honda Insight, chỉ cách đây một tháng so với việc giới thiệu Toyota Prius, và ban đầu được bán với giá 20.000 USD. Honda Insight thế hệ đầu tiên được sản xuất từ năm 2000 đến năm 2006 và đạt mức tiêu thụ nhiên liệu 70 dặm trên galông Mỹ (3,4 L/100 km; 84 mpg‑Anh) cho đánh giá tốc độ cao trên đường cao tốc của Cơ quan Bảo vệ Môi trường Hoa Kỳ (EPA), là chiếc xe tiêu thụ nhiên liệu hiệu suất cao nhất được sản xuất hàng loạt vào thời điểm đó. Tổng doanh số bán toàn cầu của Insight chỉ đạt khoảng 18.000 xe. Tính đến năm 2005, tổng doanh số bán toàn cầu đạt 100.000 xe hybrid, và năm 2007 là 200.000 xe.
Honda giới thiệu mẫu Insight thế hệ thứ hai tại Nhật Bản vào tháng 2 năm 2009 và phát hành nó trên các thị trường khác vào năm 2009 và tại thị trường Mỹ vào tháng 4 năm 2009. Với giá 19.800 USD dành cho phiên bản hatchback 5 cửa, nó đã trở thành mẫu hybrid rẻ nhất có sẵn trên thị trường Mỹ.

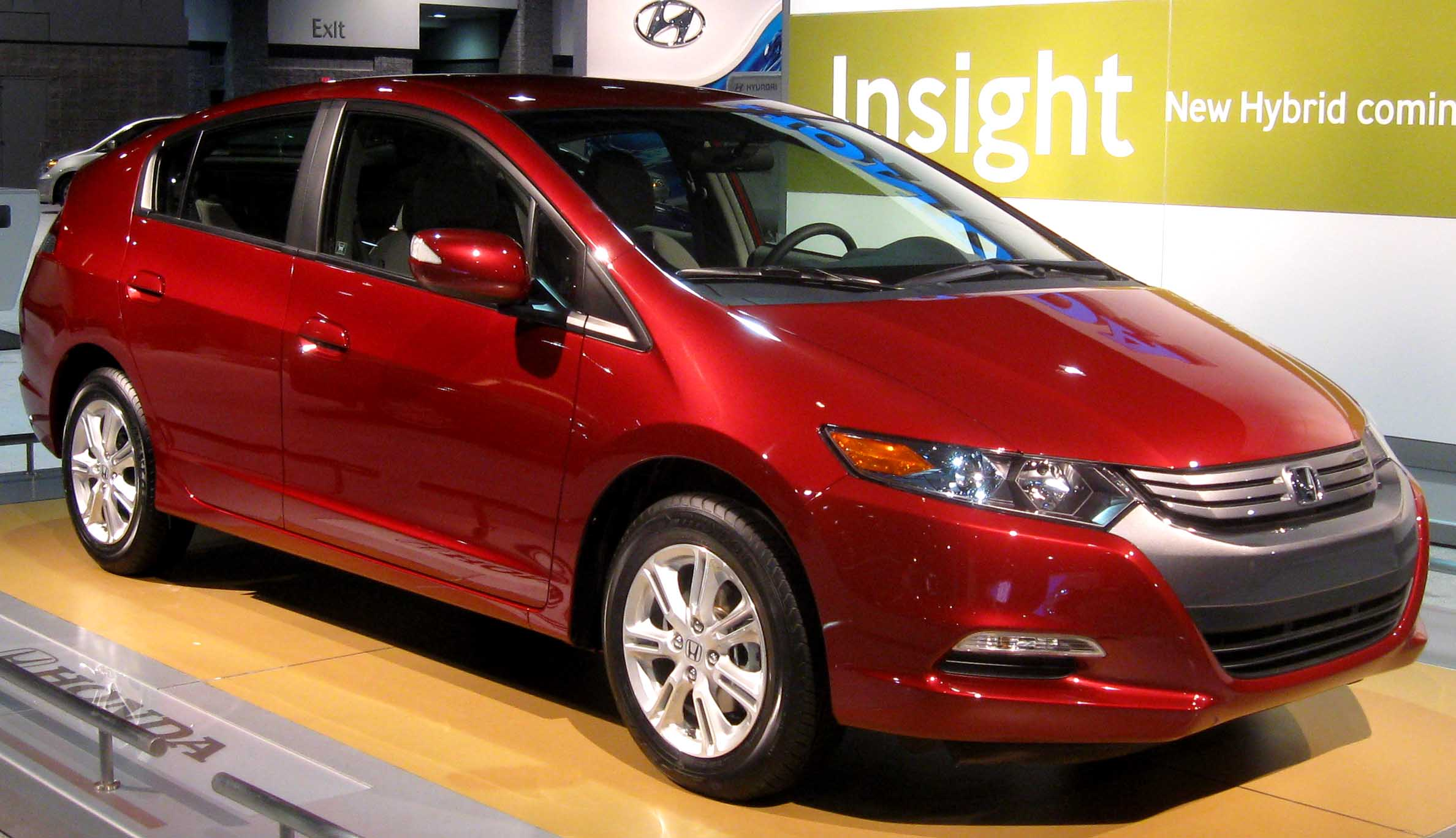
2010 Honda Insight xe hơi hybrid (thế hệ thứ hai)

Kể từ năm 2002, Honda cũng đã bán mẫu Honda Civic Hybrid (mẫu 2003) trên thị trường Mỹ. Sau đó là Honda Accord Hybrid, được bán trong các năm mẫu 2005 đến 2007. Cuối cùng là Honda CR-Z, được bán ra tại Nhật Bản vào tháng 2 năm 2010, trở thành mẫu xe hơi hybrid thứ ba của Honda trên thị trường. Hiện tại, tính đến năm 2011, Honda sản xuất khoảng 200.000 xe hybrid mỗi năm tại Nhật Bản.
Doanh số bán xe Honda Fit Hybrid bắt đầu tại Nhật Bản vào tháng 10 năm 2010, và lúc đó, nó là mẫu xe hybrid điện-gasoline giá rẻ nhất được bán tại đất nước này. Phiên bản dành cho châu Âu, gọi là Honda Jazz Hybrid, được ra mắt vào đầu năm 2011. Trong năm 2011, Honda ra mắt ba mẫu xe hybrid chỉ có sẵn tại thị trường Nhật Bản, đó là Fit Shuttle Hybrid, Freed Hybrid và Freed Spike Hybrid.
Tính đến cuối tháng 9 năm 2012, doanh số bán hàng toàn cầu của Honda vượt qua mốc 1 triệu đơn vị xe hybrid, 12 năm 11 tháng sau khi bắt đầu bán mẫu Insight thế hệ đầu tiên tại Nhật Bản vào tháng 11 năm 1999. Tổng cộng có 187.851 xe hybrid được bán trên toàn cầu trong năm 2013, và 158.696 xe hybrid trong 6 tháng đầu tiên của năm 2014. Tính đến năm 2014, Honda đã bán hơn 1,35 triệu xe hybrid trên toàn cầu.

### Tạo điện bằng tế bào nhiên liệu hydro

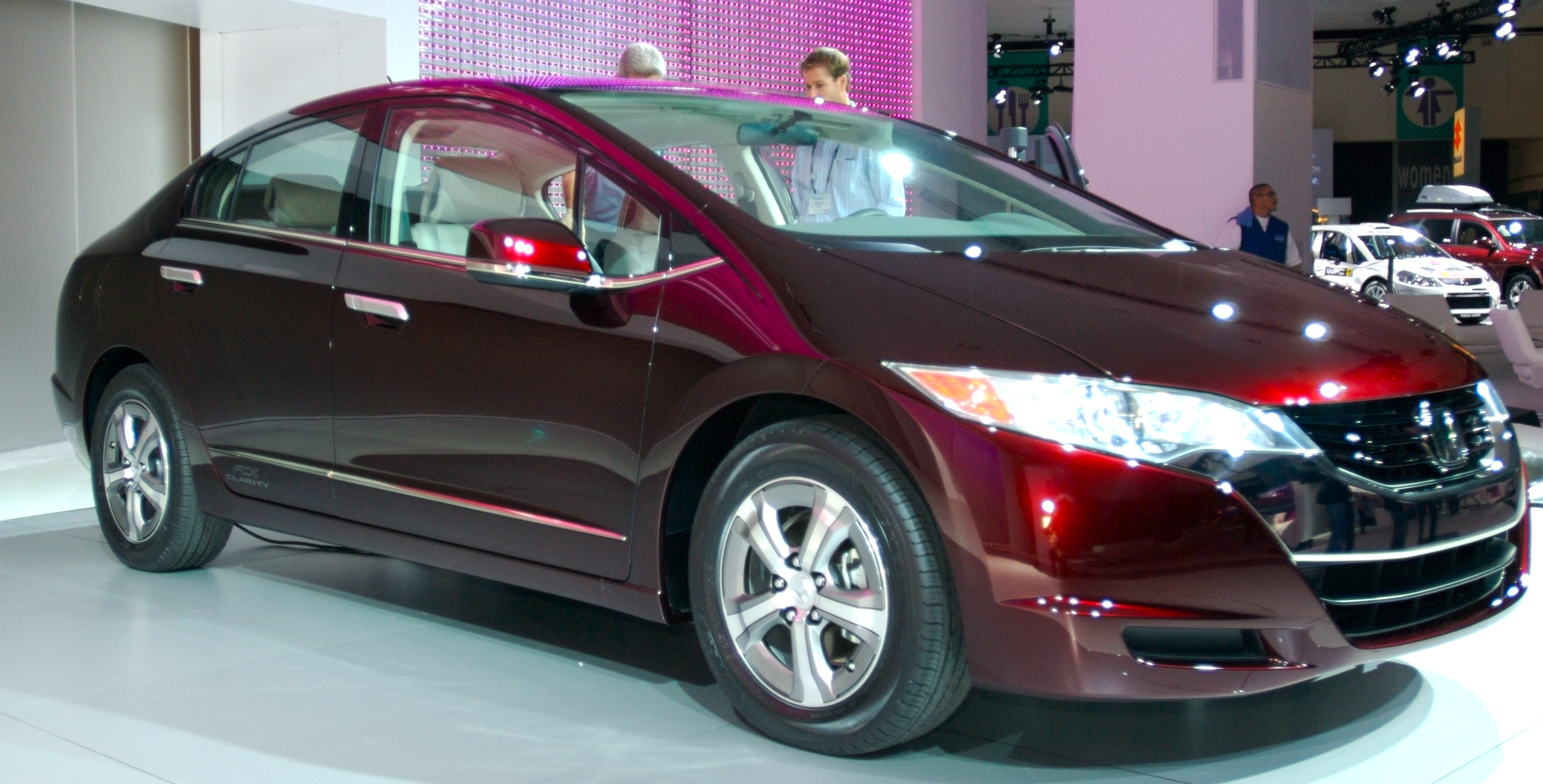
Xe Honda FCX Clarity, một loại xe tạo điện bằng tế bào nhiên liệu hydro

Vào ngày 16 tháng 6 năm 2008 tại Takanezawa, Nhật Bản, Honda đã sản xuất chiếc Honda FCX Clarity đầu tiên trên dây chuyền lắp ráp, một loại xe tạo điện bằng tế bào nhiên liệu hydro hybrid. Hiệu suất cao hơn so với một chiếc xe tạo điện bằng tế bào nhiên liệu hydro hỗn hợp, FCX Clarity kết hợp hydro và oxygen từ không khí thông thường để tạo ra điện cho động cơ điện. Vào tháng 7 năm 2014, Honda thông báo dừng sản xuất Honda FCX Clarity từ năm 2015.
Xe này không thải ra bất kỳ chất ô nhiễm nào và chỉ tạo ra nhiệt và nước làm sản phẩm phụ. FCX Clarity cũng có lợi thế hơn so với các xe hybrid chạy xăng - điện bởi nó không sử dụng động cơ đốt trong để đẩy xe. Tương tự như các xe hybrid chạy xăng - điện, nó sử dụng một pin lithium ion để hỗ trợ tế bào nhiên liệu trong quá trình tăng tốc và thu thập năng lượng qua cơ chế phanh tái tạo, từ đó nâng cao hiệu quả nhiên liệu. Sự thiếu hụt các trạm nạp hydro trong các nước phát triển sẽ giữ cho sản lượng sản xuất ở mức thấp. Honda sẽ phát hành xe này dưới dạng nhóm 150 chiếc. California là thị trường duy nhất ở Hoa Kỳ có hạ tầng để cung cấp nhiên liệu cho loại xe này, tuy số lượng các trạm cung cấp nhiên liệu này vẫn còn hạn chế. Xây dựng thêm các trạm cung cấp nhiên liệu này đòi hỏi chi phí cao, khi Hội đồng Tài nguyên Khí quyển California (CARB) đã cấp 6,8 triệu USD cho bốn trạm nạp hydro, mỗi trạm tốn khoảng 1,7 triệu USD.
Honda coi xe tạo điện bằng tế bào nhiên liệu hydro là sự thay thế dài hạn cho các xe động cơ piston, không phải xe điện pin.

### Xe điện sạc từ ổ cắm

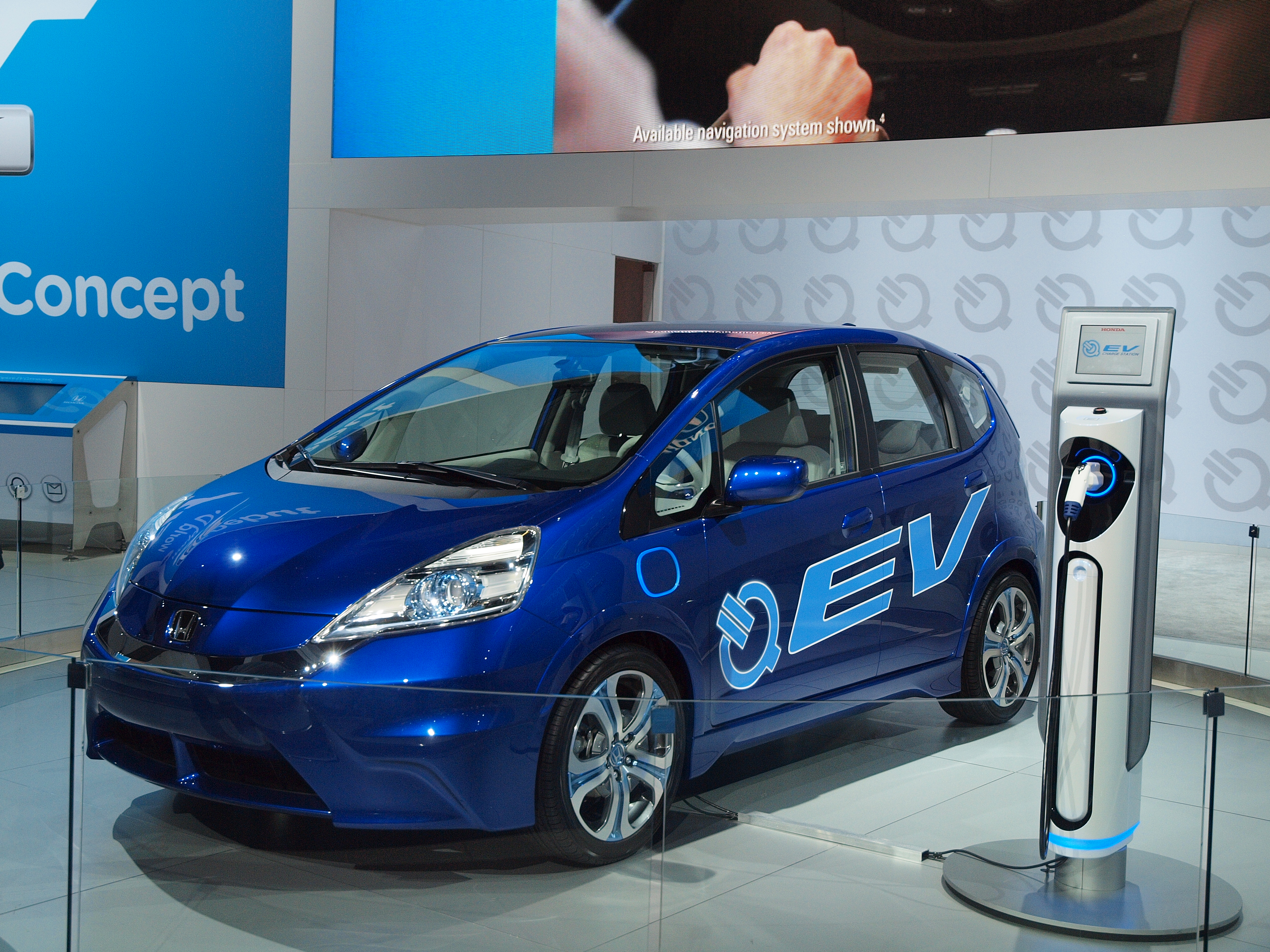
Chiếc xe Honda Fit EV kiểu mẫu được giới thiệu tại Triển lãm ô tô Los Angeles 2010

Chiếc xe điện toàn phần Honda EV Plus đã được giới thiệu vào năm 1997 nhằm tuân thủ mệnh lệnh của CARB về các xe không thải ra khí thải và chỉ có thể cho thuê tại California. EV Plus là chiếc xe điện toàn phần đầu tiên của một hãng sản xuất ô tô lớn với pin không phải loại chì. EV Plus có phạm vi hoạt động toàn điện 100 mi (160 km). Khoảng 276 chiếc đã được bán tại Mỹ và sản xuất đã kết thúc vào năm 1999.
Chiếc xe Honda Fit EV toàn phần được giới thiệu vào năm 2012 và có phạm vi hoạt động 82 mi (132 km). Xe điện toàn phần này đã được phát hành cho khách hàng bán lẻ tại Hoa Kỳ vào tháng 7 năm 2012, nhưng lượng xe ban đầu chỉ có sẵn ở California và Oregon. Sản xuất giới hạn chỉ 1.100 chiếc trong 3 năm đầu tiên. Tính đến tháng 9 năm 2014, tổng cộng đã cho thuê 1.007 chiếc tại Hoa Kỳ. Fit EV đã được phát hành tại Nhật Bản thông qua việc cho thuê cho chính phủ địa phương và các khách hàng doanh nghiệp vào tháng 8 năm 2012. Hiện chỉ có 200 chiếc được cung cấp trên thị trường Nhật Bản trong hai năm đầu tiên. Vào tháng 7 năm 2014, Honda thông báo dừng sản xuất Fit EV từ năm 2015.
Honda Accord Plug-in Hybrid được giới thiệu vào năm 2013 và có phạm vi hoạt động toàn điện 13 mi (21 km). Doanh số bán ra đã bắt đầu từ tháng 1 năm 2013 tại Hoa Kỳ và loại xe hybrid plug-in chỉ có sẵn ở California và New York. Tính đến tháng 9 năm 2014, tổng cộng đã bán ra 835 chiếc tại Hoa Kỳ. Accord PHEV đã được giới thiệu tại Nhật Bản vào tháng 6 năm 2013 và chỉ có sẵn cho thuê, chủ yếu dành cho các công ty và cơ quan chính phủ.
Dự kiến Honda Prologue sẽ được giới thiệu vào năm 2024 như một chiếc SUV crossover điện trung bình dựa trên nền tảng Ultium của General Motors.

### Pin
Vào tháng 8 năm 2022, Honda và LG Energy Solution thông báo hợp tác thành lập một liên doanh nhằm xây dựng một nhà máy pin lithium-ion mới tại Mỹ để cung cấp cho các xe điện Honda và Acura. Lúc đó, mục tiêu sản xuất là 40 gigawatt giờ.

## Tiếp thị

### Tại Nhật Bản

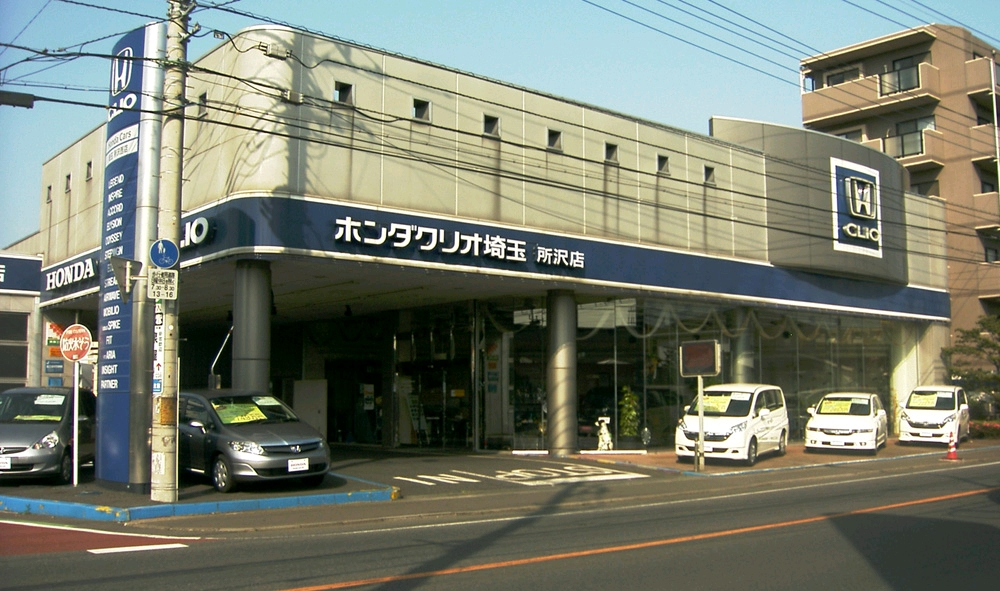
Honda Clio (Saitama, Nhật Bản)

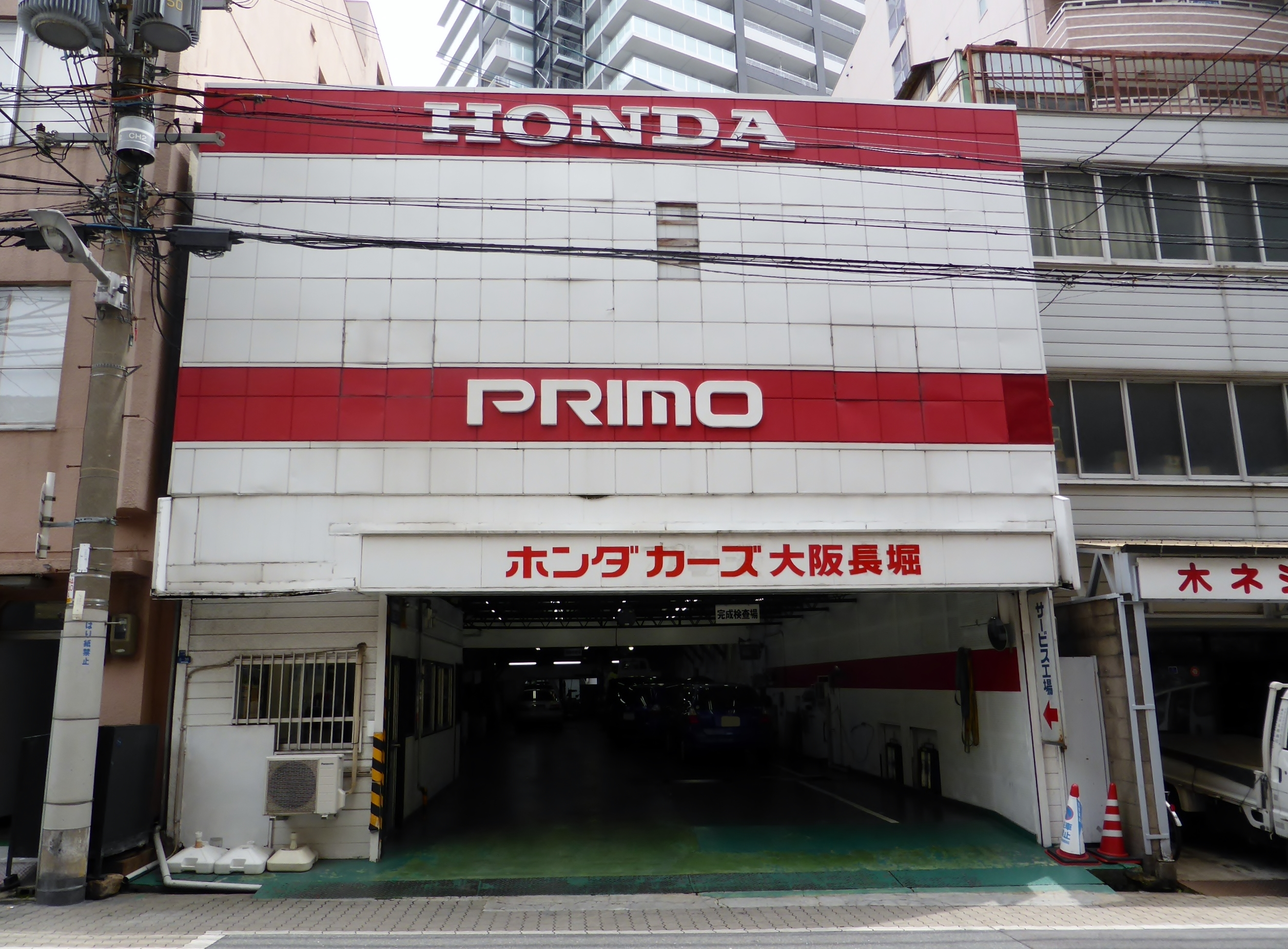
Honda Primo (Osaka)

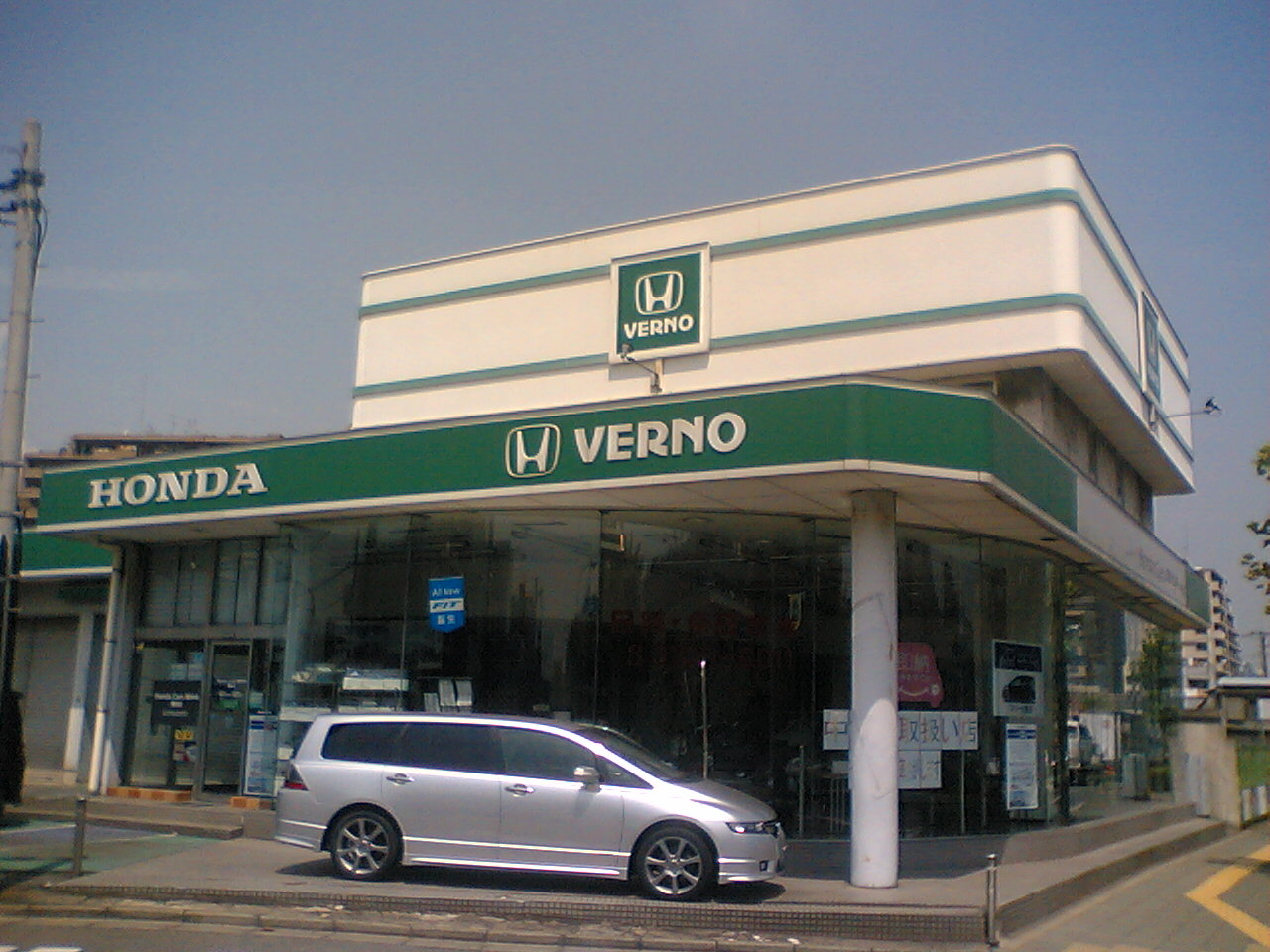
Honda Verno (2008)

Bắt đầu từ năm 1978, Honda Nhật Bản quyết định đa dạng hóa các kênh phân phối bán hàng và tạo ra Honda Verno, bán các sản phẩm đã có tên tuổi với hàm lượng thiết bị tiêu chuẩn cao hơn và mang tính chất thể thao hơn. Việc thành lập Honda Verno trùng hợp với mẫu xe thể thao nhỏ gọn mới của hãng là Honda Prelude. Sau đó, Honda Vigor, Honda Ballade và Honda Quint đã được thêm vào các cửa hàng Honda Verno. Cách tiếp cận này là nhờ nỗ lực của các nhà sản xuất ô tô đối thủ Nhật Bản Toyota và Nissan.

### Tiếp thị quốc tế

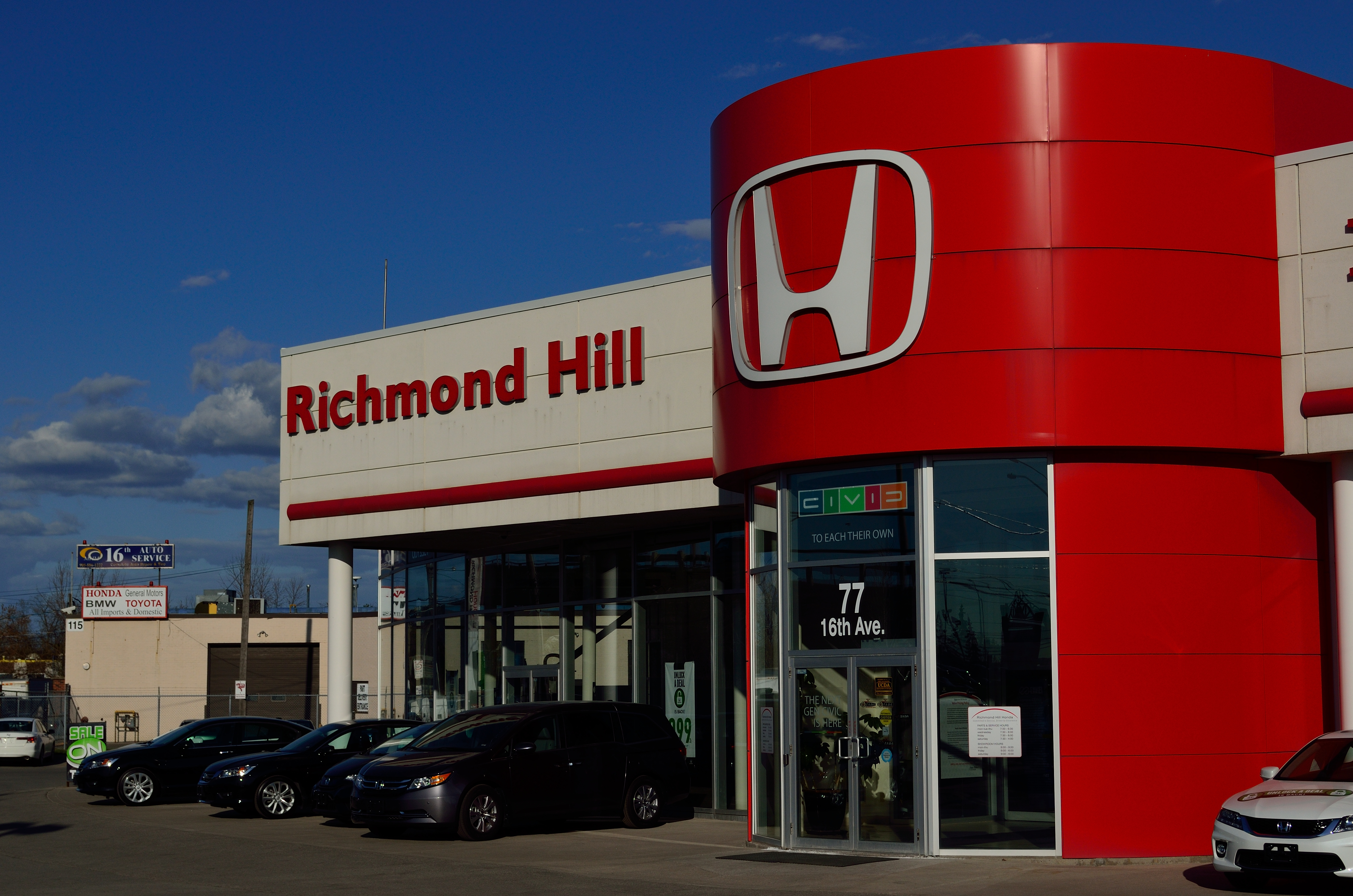
Một đại lý Honda ở Ontario, Canada

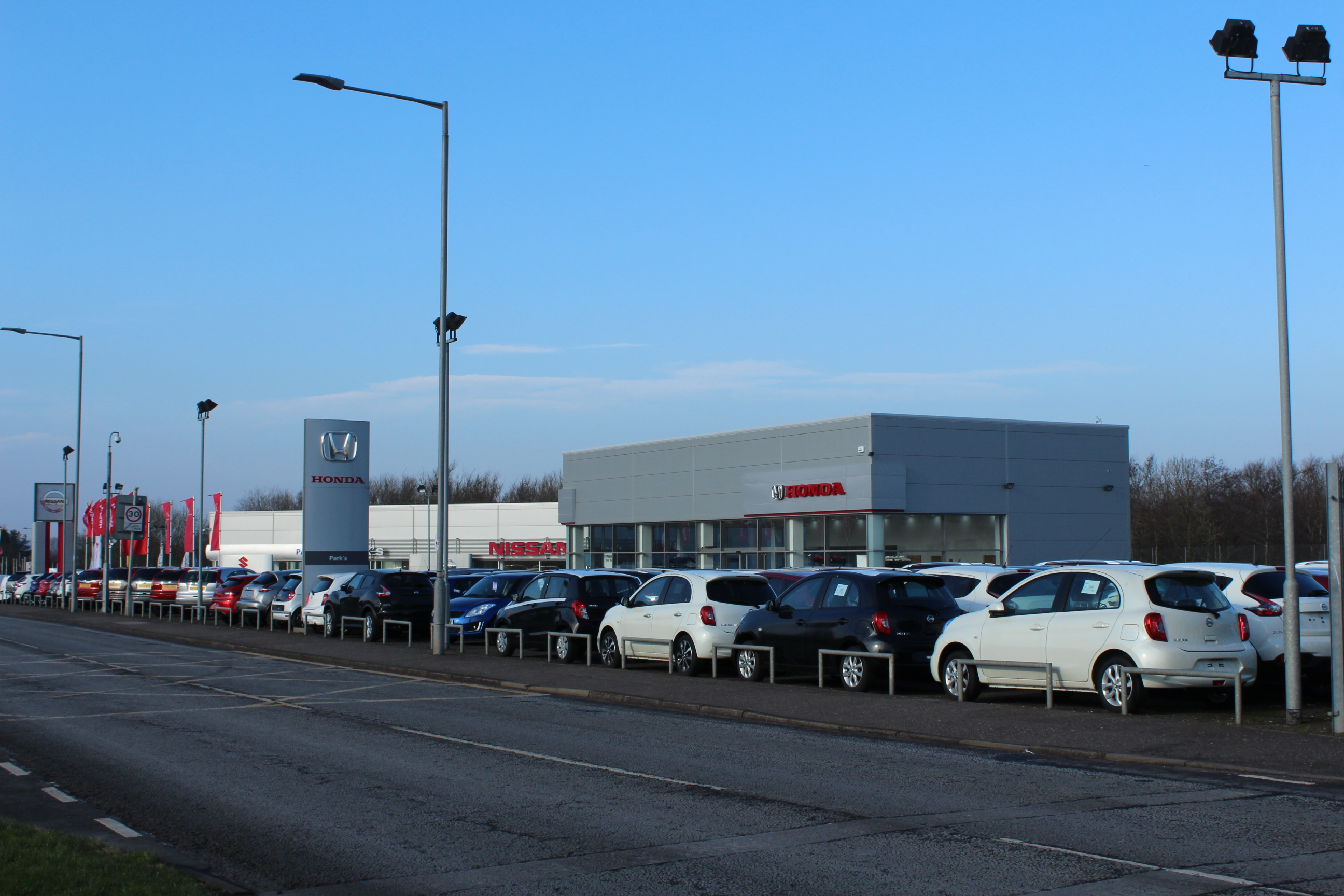
Một đại lý Honda ở Dreghorn, Scotland

Cuối năm 2006, Honda phát hành quảng cáo robot ASIMO khám phá một bảo tàng, nhìn vào các vật trưng bày với vẻ ngạc nhiên gần như trẻ con (dang hai tay ra trong phòng trưng bày hàng không vũ trụ, vẫy chào bộ đồ phi hành gia, v.v.), trong khi Garrison Keillor ngẫm nghĩ về tiến độ. Nó kết thúc với khẩu hiệu: "Làm ơn tiến tới nhiều hơn". Honda cũng tài trợ cho ITV's phủ sóng Công thức 1 tại  Anh năm 2007. Tuy nhiên, họ thông báo sẽ không tiếp tục vào năm 2008 do giá tài trợ mà ITV yêu cầu quá cao.
Tại thị trường Bắc Mỹ, Honda bắt đầu tất cả các quảng cáo bằng tiếng leng keng hai tông kể từ giữa thập niên 2010.
Tại Việt Nam, Honda thường lồng ghép các hoạt động tuyên truyền, giáo dục an toàn giao thông vào quảng cáo.

## Số lượng sản xuất
| Năm lịch | Sản xuất toàn cầu |
| -------- | ----------------- |
| 2009     | 3,012,000         |
| 2010     | 3,643,000         |
| 2011     | 2,909,000         |
| 2012     | 4,110,000         |
| 2013     | 4,112,000         |
| 2014     | 4,513,769         |
| 2015     | 4,543,838         |
| 2016     | 4,999,266         |
| 2017     | 5,236,842         |
| 2018     | 5,357,013         |